# Joseph O'Dell
Joseph Roger O'Dell III (Roanoke, 20 settembre 1941 – Jarratt, 23 luglio 1997) è stato un criminale statunitense, condannato a morte per omicidio di primo grado con aggravanti, in un processo molto discusso.
Pregiudicato per furto d'auto, rapina e omicidio colposo ("manslaughter") contro un altro detenuto nel 1965, venne arrestato nuovamente nel 1985 e condannato a morte per stupro e omicidio di una donna e poi giustiziato 12 anni dopo, sebbene si sia proclamato innocente per questo delitto, e il test del DNA con altri esami sembrasse scagionarlo; a suo favore ci fu anche la confessione, resa ad un agente penitenziario, di un detenuto giustiziato per un altro omicidio avvenuto lo stesso anno e nello stesso luogo, e che si autoaccusò anche del delitto per cui O'Dell era stato giudicato. Per lui venne fatta una mobilitazione soprattutto in Europa e in Italia, e venne chiesta la grazia o la revisione del processo al governatore, con appelli anche da parte di Papa Giovanni Paolo II e Madre Teresa di Calcutta.

## Il caso
Cresciuto in un contesto difficile, appartenente a minoranza etnica e al settore di popolazione definito spesso white trash (nacque da famiglia metà irlandese e metà nativa cherokee), a tredici anni è già un ladro d'auto, a sedici anni finisce in carcere per rissa e percosse su un coetaneo. Nel 1965 viene condannato per omicidio colposo, poiché durante una rissa, in carcere, uccide un altro detenuto, che l'ha aggredito con un coltello, ma la tesi della legittima difesa non è accettata. Nel 1975 esce di prigione. In Florida, il 5 febbraio 1975, compie una rapina in un supermercato, prende una donna in ostaggio, colpendola con il calcio della pistola (particolare che sarà riscontrato anche nell'omicidio del 1985, per il quale la donna testimonierà al processo). O'Dell respinse le accuse di tentato stupro in questo caso, ma si dichiarò colpevole del resto.
Dieci anni dopo, in libertà condizionale, viene arrestato a Virginia Beach il 6 febbraio, su denuncia della sua ex compagna, come sospetto principale per un crimine commesso da ignoti il giorno precedente (per una curiosa coincidenza proprio dieci anni dopo la rapina in Florida, cioè il 5 febbraio 1985). Una donna, Helen Schartner, era stata aggredita, violentata e uccisa per strangolamento fuori da un Night Club.

### L'accusa

#### Test compatibile sul sangue
Sulla macchina e sulla camicia di O'Dell vennero rinvenute alcune tracce di sangue, che vennero giudicate compatibili con quello della vittima, pur con molti dubbi, sulla base del test del gruppo sanguigno.

#### Il processo e la condanna
O'Dell venne comunque condannato alla pena capitale per omicidio di primo grado, violenza sessuale aggravata da sodomia e da atti di necrofilia; la condanna fu emessa anche, oltre che sulla base della compatibiltà del gruppo sanguigno ritrovato su camicia e bagagliaio dell'auto (poi anche sulle scarpe), sulla somiglianza delle tracce di pneumatici lasciate dall'auto che scaricò il corpo con quelle dell'auto di O'Dell; ci furono anche alcune testimonianze di persone che l'avevano visto in compagnia della vittima. Egli si proclamò sempre e da subito innocente per questo crimine. La sentenza doveva essere eseguita tramite sedia elettrica, ma poi venne cambiato il mezzo d'esecuzione, decretando l'iniezione letale. O'Dell venne condannato anche in base alle dichiarazioni di un teste dell'accusa, compagno di cella, il quale firmò poi un affidavit (dichiarazione giurata) nel quale afferma di aver mentito quando, nel corso del processo, dichiarò che O'Dell in carcere gli aveva confidato di essere l'assassino della donna.
La Corte Federale Distrettuale nel 1994, annullò però la condanna per un “motivo tecnico”. Tuttavia la stessa Corte non concesse la convocazione di un'udienza per esaminare i risultati del test sul DNA, poiché secondo essa le dichiarazioni del teste dell'accusa avrebbero potuto ancora influenzare la giuria e spingerla a emettere una nuova condanna a morte.
Nel novembre del 1996 la condanna a morte verrà invece confermata dalla IV Corte d’Appello Federale, che decise all’unanimità che le dichiarazioni di O’Dell sulla propria innocenza non hanno fondamento.
Secondo quanto appreso da Amnesty International, nel corso del processo O’Dell decise di difendersi da solo, dopo aver constatato che il suo avvocato d’ufficio non aveva la minima competenza in campo criminale. Affidò la sua difesa ad un avvocato di professione solo dopo il 1991.

### La difesa

#### Test negativo dei marcatori biologici
L'analisi del liquido seminale e altra materia organica ritrovati sulla vittima, però, risultò invece non compatibile per la presenza di un marcatore biologico diverso da quello di O'Dell, al punto che la violenza sessuale avrebbe potuto, secondo la difesa, essere esclusa. Non furono ritrovate nemmeno impronte digitali che lo accusassero.

#### Il test del DNA favorevole e rifiutato
Dal 1989 in poi, i suoi avvocati richiesero un test del DNA sul sangue, che, a dire della difesa, sarebbe risultato non compatibile, con la nuova metodologia, ma il sistema giudiziario della Virginia non permise la riapertura del processo. Tutte queste prove non vennero utilizzate nel processo, e venne fatto intendere che la colpevolezza era certa; il governatore George Allen aveva impostato la sua politica sulla severità massima per i criminali recidivi, e rifiutò la commutazione della pena in ergastolo senza condizionale, nonché la riapertura del caso. Gli avvocati e gli innocentisti ribadirono che O'Dell era stato scelto in quanto capro espiatorio perfetto, dati i suoi precedenti violenti. Anche la Corte Suprema respinse poi il test del DNA, impedendo che questa prova venisse effettuata e rinviando l'esecuzione, dopo il primo rinvio del dicembre 1996.
La difesa fece eseguire già nel 1991 i test del DNA sul sangue della camicia e la comparazione con quello della vittima ad una struttura privata, i Lifecodes Laboratory, che rivelarono la non compatibilità tra le tracce della camicia e dell'auto con il profilo genetico di Helen Schartner; tuttavia il governatore e il giudice rifiutarono la prova, e non vollero eseguirne una analoga nei laboratori della polizia scientifica, ritenendo che il test sulla compatibilità del sangue già effettuato fosse sufficiente e attendibile; affermarono inoltre che il sangue da usare per un nuovo eventuale test del DNA fosse ormai degradato e in quantità minima, quindi non affidabile. Il test, se eseguito con le tecniche più avanzate, disponibili nel 1996, avrebbe potuto scagionarlo con certezza inoppugnabile, in caso avesse confermato lo stesso risultato ottenuto dal laboratorio privato nel 1991.

#### La confessione di Pruett
Nel 1996, l'agente Kevin Lutz, un tempo guardia carceraria nel braccio della morte in Virginia, testimoniò, sotto giuramento, che un condannato a morte, David Mark Pruett, giustiziato nel 1993, gli disse, poco prima di morire, di essere stato lui e non O'Dell a violentare e uccidere la vittima. Pruett era stato giustiziato per l'assassinio di un'altra donna nella stessa cittadina, Virginia Beach, anche quello avvenuto nel 1985, e del quale era reo confesso. Non fu eseguito alcun test del DNA tra Pruett e i liquidi biologici ritrovati su Helen Schartner.

### La mobilitazione
Per O'Dell ci fu una mobilitazione internazionale di abolizionisti e innocentisti, in particolare in Italia. La grazia fu chiesta da papa Giovanni Paolo II, Madre Teresa di Calcutta, da numerosi politici e associazioni italiane. Tra essi il Presidente della Repubblica Oscar Luigi Scalfaro e il sindaco di Palermo, Leoluca Orlando, gli concesse la cittadinanza onoraria, come simbolo dell'opposizione alla pena capitale, oltre a Nessuno tocchi Caino e il Partito Radicale, la Comunità di Sant'Egidio e Amnesty International.
Oltre molti parlamentari, intervennero in suo favore anche nomi dello spettacolo e della cultura, tra cui Liliana Cavani, Lorella Cuccarini, Gigi Proietti, Carla Fracci, Giordano Bruno Guerri, Vittorio Cecchi Gori, Dacia Maraini, Giorgio Albertazzi, Ricky Tognazzi, Oliviero Toscani, Damiano Damiani, Pasquale Squitieri, Edoardo Vianello, Vittorio Gassman, Erri De Luca, Giuliano Montaldo, Lina Wertmüller, Barbara Alberti e Cinzia Tani e anche alcuni sportivi tra cui Michael Schumacher, Francesco Totti, Ben Johnson, Diego Armando Maradona, Ciro Ferrara, Alessandro Del Piero, Marcello Lippi, Fabio Capello, Franco Baresi, i Fratelli Abbagnale, Giancarlo Fisichella, Deborah Compagnoni, Roberto Baggio e anche il presidente della Juventus Giovanni Agnelli, l'amministratore delegato del Milan Adriano Galliani, l'amministratore delegato del Inter Massimo Moratti, il presidente dell'Inter Giuseppe Prisco, il presidente della  Roma Franco Sensi e il presidente del Napoli Corrado Ferlaino.
Questa campagna mediatica venne vista con irritazione e indebita ingerenza dell'Italia nei confronti degli Stati Uniti, e criticata anche dalla famiglia della vittima.
Durante il periodo dall'ultimo arresto all'esecuzione, O'Dell abbandonò ogni comportamento violento e fu un detenuto modello, e iniziò poi una relazione con Lori Urs (all'epoca studentessa in legge, figlia di un ex procuratore ed ex moglie di un chirurgo da cui aveva una figlia, conosciuta anche come Lori St John), che diverrà sua moglie poche ore prima della morte del condannato, e successivamente sarà una nota attivista, scrittrice e avvocato contro la pena di morte. Dalla prima moglie O'Dell aveva avuto un figlio, morto di leucemia nel 1996, senza che potesse vederlo o esserne informato tempestivamente.

### Esecuzione ed eventi successivi
Le ultime ore le passò con la sua consigliera spirituale, suor Helen Prejean, celebre militante contro la pena capitale. Il 23 luglio 1997, alle 21:16, poco dopo aver ribadito la sua innocenza - rivolgendosi al governatore ("governatore Allen, stai uccidendo un innocente"), al figlio di Helen Schartner ("Voglio dire a Eddie Schartner, il figlio della vittima: non ho ucciso tua madre, mi dispiace che lei sia morta, ma non l'ho uccisa io. Eddie, io non ho ucciso tua madre.") e aver salutato la moglie ("oggi è il giorno più felice della mia vita perché mi sono sposato. Vaya con Dios, my love."), la sorella e la figliastra - O'Dell fu giustiziato tramite l'iniezione letale nel penitenziario di Jarratt, nei pressi di Greenville, Virginia, all'età di 55 anni.
La città di Palermo espose la bandiera a mezz'asta in segno di lutto, il giorno dopo. Per volontà di O'Dell stesso e della moglie (nonostante la sorella Sheila Knox si fosse opposta, volendo seppellirlo a Bedford accanto alla madre), il corpo venne trasferito proprio a Palermo e lì sepolto, con cerimonia cattolica, nel cimitero di Santa Maria di Gesù il 1º agosto 1997, dove tuttora si trova la sua tomba; la lapide marmorea - marmo di Carrara donato dall'imprenditore Alfredo Mazzucchelli, figlio di Ugo (l'anarchico che promosse la costruzione del monumento a Gaetano Bresci, l'assassino del re Umberto I) - reca un doppio epitaffio (in italiano e in inglese). Il palermitano Giovanni Mazzola offrì la sepoltura a lui destinata. Il caso venne paragonato anche a quello dei due anarchici Sacco e Vanzetti, giustiziati in Massachusetts per duplice omicidio e rapina a mano armata nel 1927, ma risultati innocenti (anche nel loro caso vi fu una confessione di un altro detenuto ignorata per motivi "politici" da parte del governatore). Nella bara venne posta anche una bandiera d'Italia.
L'anno successivo uno dei procuratori distrettuali (district attorney) dello Stato della Virginia riconobbe pubblicamente che "vi è la possibilità che un uomo innocente sia stato messo a morte", tuttavia non riuscì ad ottenere un riconoscimento ufficiale e le prove del caso dopo un certo periodo furono distrutte, come previsto per i casi considerati chiusi. Tuttora il nome di Joseph O'Dell non è stato mai ufficialmente riabilitato dalla giustizia statunitense.
Nel 1998 Lori St John-O'Dell e la figlia furono sequestrate brevemente e subirono violenza da un uomo che lei considerava coinvolto nell'omicidio per cui O'Dell era stato condannato.